# Die Abenteuerin von Monte Carlo
Die Abenteuerin von Monte Carlo er en tysk stumfilm fra 1921 af Adolf Gärtner.

## Medvirkende
- Ellen Richter som Zoraja
- Anton Pointner som Edward Stanley
- Albert Patry som De Jong
- Eduard von Winterstein som Rimay
- Charles Puffy som Ali
- Kurt Rottenburg som Thiery
- Karl Günther som Luigi
- Karl Swoboda som Prokurist
- Martha Hoffmann
- Toni Tetzlaff som Madame X